# Saint-Pancrace (Dordogna)
Saint-Pancrace è un comune francese di 158 abitanti situato nel dipartimento della Dordogna nella regione della Nuova Aquitania.

## Geografia fisica
il paese si trova a 800 s.m.l [sopra il livello del mare]. È situato sopra una collina dove l'altitudine può arrivare fino ai 872 metri di altezza.

## Società

### Evoluzione demografica
Abitanti censiti